# Lil Frakk
Babaitis Jorgosz Andreasz, ismertebb nevén Lil Frakk (1999. április 25. –) a magyar trapszcéna egyik meghatározó alakja. Dalait főként D.Koms producerrel készíti, de neve mellett gyakran feltűnik Kapitány Máté, Ress, Krúbi, Gege vagy akár Dzsúdló.

## Életpálya
A Vörösmarty Mihály Gimnáziumba járt, ahol osztálytársa volt Szarvas Dánielnek. A gólyatáborban pedig az akkor 11. osztályos D.Koms volt a patrónusa, aki később meghatározó részese lett projektjeinek.
Érettségi után az ELTE (Eötvös Loránd Tudományegyetemet) tanárszakon kezdte. Az ELTE után 2019-ben került át az SZFE (Színház- és Filmművészeti Egyetem) Televíziós műsorkészítő képzésére. A 2020-as modellváltás során aktívan részt vett az egyetemfoglalásban.

## Karrier

### Kezdetek
Már általános iskolás korától kezdve írt verseket, később ismerkedett meg a hip-hoppal és így ébredt rá, hogy ezeket a szövegeket ütemre is elmondhatja. Nagy hatással volt rá Fluor Tomi és később a magyar underground hiphop (BSW, Sör És Fű, Siska Finuccsi stb.) Apjaként tekint Gegére, hiszen sokat segített munkásságában, továbbá rengeteget formált zenei karrierjén Kapitány Máté is.
Szarvassal közösen kezdett el alkotni JORGOSZ X SZARVAS néven. A gimnázium tiszteletére kiadták a VMGT (Vörösmarty Mihály Gimnázium és gólya tábor összevont rövidítése) című zenét  Az érettségi évében már nehezen tudtak találkozót összeegyeztetni. Ekkor ismerkedett meg a trap világával. Mivel egy trap szöveget gyorsabban összerakott, megalkotta alteregóját, Lil Frakkot. Művésznevét a szobájában ülve barkácsolta össze, azon gondolkozva, hogy a Lil név mellé hogyan adhatná át az igazi magyar életérzést, ekkor akadt meg a tekintete egy Frakk, a macskák réme DVD-n és így meg is oldotta a könnyen megjegyezhető egy szótagos művésznevet.
Amikor Jorgosz elkezdett a trap zenében mozgolódni, itthon még kevesen foglalkoztak a műfajjal, mások is Soundcloudra töltötték fel számaikat, együttműködéseiket (pl. gyuris, ibbigang, Ress, Kapitány Máté). Ekkor még pincekoncerteket tartottak, ahol kb. 50 ember vett részt.

### Befutása
2018-ban robbant be a köztudatba az Írj már vissza Gyurcsány Feri c. számával, amiről még az Index is cikket írt. 2019-ben jelent meg D.Koms és Lil Frakk első közös albuma, a Brokaz. Az album sokszor humoros szövegekkel dolgozik miközben komoly témákra reflektál. 2020-ban jelent meg második közös albumuk, a Kutyavásár.
2020 márciusában Kapitány Mátéval jelent meg egy közös számuk, ami a karantén életérzését adja át, ez a Kanapé címet kapta. Lil Frakk úgy fogalmazott, hogy „átjött Kapitány Máté barátom és beszéltük, hogy kéne valami dalt csinálni, ugyanis engem lehagyott a lemezéről.” A szám elkészítéséről videó is készült. Mindketten sokszor nyilatkoztak úgy, hogy ők XVI. kerületi testvérek, erről szól a JEEP:A-ról a 16 című szám.
2021-ben két single-je jelent meg. A Bocs februárban Glsch közreműködésével, márciusban pedig az Exit, aminek a klipjét szintén ő rendezte. 2021 júliusában Ress, Kapitány Máté, Lil Frakk összeálltak, hogy közösen kilépjenek a komfortzónájukból, így született meg a Kontroll című album.
2021. szeptemberében indult el a Sávlekötő by Lil Frakk zenei podcast.

## Jelentős featek
- Wellhello, Lil Frakk – Csoda, Hogy Még Élünk
- Beton.Hofi, Lil Frakk, Krúbi – OFFWHITE
- 6363, Lil Frakk, Glsch – Három
- Dzsúdló, Lil Frakk – Lej
- Sisi, Lil Frakk - TSINGLING